# 象蜡树
象蜡树（学名：Fraxinus platypoda）为木犀科梣属的植物，为中国的特有植物。分布在中国大陆的贵州、陕西、湖北、四川、甘肃、云南等地，生长于海拔1,200米至2,800米的地区，见于山坡和溪谷的杂木林中，目前尚未由人工引种栽培。

## 别名
宽果梣（华北树木志）

## 异名
- Fraxinus inopinata Lingelsh.